# Вінзен-ан-дер-Аллер
Вінзен (нім. Winsen) — сільська громада в Німеччині, розташована в землі Нижня Саксонія. Входить до складу району Целле.
Площа — 155,39 км2. Населення становить 13 348 ос. (станом на 31 грудня 2021).